# Apogonia latitarsis
Apogonia latitarsis är en skalbaggsart som beskrevs av Moser 1924. Apogonia latitarsis ingår i släktet Apogonia och familjen Melolonthidae. Inga underarter finns listade i Catalogue of Life.